# Ospedale Madre Teresa
Il centro ospedaliero-universitario Madre Teresa (in albanese: Qendra Spitalore Universitare Nënë Tereza, QSUT ) è uno degli ospedali principali di Tirana e dell'Albania. Attualmente è il più grande ospedale del centro medico situato nel paese e prende il nome da Madre Teresa di Calcutta, che era di origine albanese. L'ospedale ha una capacità di 1612 posti letto e gli impiegati sono più di 2500 persone.

## Descrizione
Si trova nella parte nord-orientale di Tirana e occupa un'area di 165000 m². Il campus comprende nove strutture ospedaliere con una capacità di 1.612 posti letto e fornisce assistenza medica alla media giornaliera di 400 pazienti ricoverati.
Ogni anno l'ospedale fornisce servizi di assistenza ambulatoriale a circa 150.000 persone, cure ospedaliere per oltre 60.000 persone e servizi di emergenza per circa 200.000 persone.